# 왕위 (전한)
왕위(王偉, ? ~ ?)는 전한 중기의 관료이다.

## 행적
태초 2년(기원전 103), 소부에 임명되었다.

## 출전
- 반고, 《한서》 권19하 백관공경표(百官公卿表) 下

| 전임 덕 | 전한의 소부 기원전 103년 ~ 기원전 102년? | 후임 상관걸 |